# Caledonian Stadium
Das Tulloch Caledonian Stadium ist ein Fußballstadion in Inverness, Schottland. Es ist die Heimat des schottischen Fußballvereins Inverness Caledonian Thistle und bietet den Zuschauern 7.711 Sitzplätze.

## Geschichte
1994 fusionierten die beiden schottischen Fußballvereine Caledonian F.C. und Inverness Thistle F.C. zu dem neuen Verein Inverness Caledonian Thistle. Als Auflage für die Fusion erhielten sie den Auftrag innerhalb der ersten drei Spielzeiten ein neues Stadion zu bauen, da das alte Stadion, der Telford Street Park, nicht mehr den Anforderungen des schottischen Fußballverbandes entsprach.
Am 3. Oktober 1995 begannen die Bauarbeiten für das neue Stadion im Stadtteil Longman; eingeweiht wurde es am 9. November 1996 mit dem Liga-Spiel gegen Albion Rovers (1:1).
Nach dem Aufstieg 2004 in die Scottish Premier League musste der Verein das Stadion erneut umbauen und vergrößern lassen. So wurden in der ersten Saisonhälfte alle Heimspiele im Pittodrie Stadium in Aberdeen ausgetragen, während das eigene Stadion vom Hauptanteilseigner, der Tulloch Construction Company, auf eine Kapazität von ca. 7.500 Zuschauern erweitert wurde. Da Tulloch auch einen Großteil der Kosten übernahm, wurde das Stadion offiziell nach dem Unternehmen benannt.

## Besucherrekord und Zuschauerschnitt
Der Rekordbesuch mit 7.512 Zuschauern datiert vom 6. August 2005 aus dem Spiel gegen die Glasgow Rangers.
- 2012/13: 4.038 (Scottish Premier League)[3]
- 2013/14: 3.558 (Scottish Premiership)
- 2014/15: 3.733 (Scottish Premiership)
- 2015/16: 3.754 (Scottish Premiership)
- 2016/17: 2.439 (Scottish Premiership)